# 真·三國無雙 VS
《真·三國無雙 VS》是由光榮株式會社發行的任天堂3DS动作游戏。日本發售日为2012年4月26日。主要角色有趙雲、曹丕、孫尚香、王元姬。
遊戲特色為可以四人連線，自己製作武將，武將的樣貌、髮型、聲音、裝備等等。也有武將一對一的戰鬥，此外還有練兵模式，如逹到特定武將的試練就可以得到特別衣裝。

## 角色
游戏中有蜀汉、曹魏、孙吴、西晋和群雄五个势力，每种势力各有六个操作角色。另外還有戰國無雙系列及忍者外傳系列的人物客串。
| 蜀     | 魏     | 吳     | 晉     | 他   | 客串     |
| ------ | ------ | ------ | ------ | ---- | -------- |
| 趙雲   | 夏侯惇 | 孫堅   | 司馬懿 | 呂布 | 真田幸村 |
| 關羽   | 曹操   | 孫策   | 司馬師 | 董卓 | 石田三成 |
| 張飛   | 夏侯淵 | 孫權   | 司馬昭 | 貂蟬 | 直江兼續 |
| 劉備   | 甄姬   | 孫尚香 | 王元姬 | 張角 | 龍隼     |
| 諸葛亮 | 曹丕   | 周瑜   | 鄧艾   | 袁紹 | 綾音     |
| 姜維   | 賈詡   | 陸遜   | 鍾会   | 孟獲 |          |

## 发行
日版特典可以予約趙雲、曹丕、孫尚香、王元姬的衣裝。初回限定特典是柔道選手衣裝（只限男武將）和排球選手衣裝（只限女武將）。早期購入特典是蜀、魏、吳、晉的象徴青龍頭盔、鳳凰頭盔、老虎頭盔、麒麟頭盔。體驗版特典（不須要費用）只可使用趙雲、曹丕、孫尚香、王元姬。
截至2012年5月6日，游戏在日本一共售出了24,192份。

## 資料來源
1. ↑  . Amazon.co.jp.   [2012-07-01]. （原始内容存档于2016-02-07） （日语）.
2. ↑  . 4Gamer.net. 2012-05-10  [2012-07-01]. （原始内容存档于2020-09-21） （日语）.

## 外部連結
- 官方网站 （页面存档备份，存于）（日語）
- 《真·三國無雙 VS》 （页面存档备份，存于）在任天堂上的页面